# Pindrowgran
Pindrowgran (Abies pindrow) är en tallväxtart som först beskrevs av John Forbes Royle och David Don, och fick sitt nu gällande namn av John Forbes Royle. Pindrowgran ingår i släktet ädelgranar, och familjen tallväxter.
Arten förekommer i västra Himalaya från Afghanistan till Nepal samt till bergskedjan Karakoram. Utbredningsområdet ligger 2000 till 3300 meter över havet. Vädret i regionen är kyligt med tidvis mycket nederbörd som oftast förekommer som snö. Pindrowgran kan bilda trädgrupper eller skogar där inga andra träd förekommer. Den hittas även i barrskogar tillsammans med Picea smithiana, himalajatall, Tsuga dumosa och Cedrus deodara. I lägre trakter kan den bilda blandskogar där Quercus semecarpifolia, Quercus floribunda, valnöt, Aesculus indica och arter av lönnsläktet, plommonsläktet och almsläktet ingår.
Arten förekommer tillfälligt i Sverige, men reproducerar sig inte.
Pindrowgranens trä används för olika delar av huset som trägolv, trappor och taktegel. Exemplar som planterades i europeiska botaniska trädgårdar eller privata trädgårdar som pindrowgran är ofta en annan art från samma släkte, Abies spectabilis. Allmänt är arten inte sällsynt och den har en större utbredning. IUCN kategoriserar arten globalt som livskraftig.

## Underarter
Arten delas in i följande underarter:
- A. p. brevifolia
- A. p. pindrow

## Bildgalleri

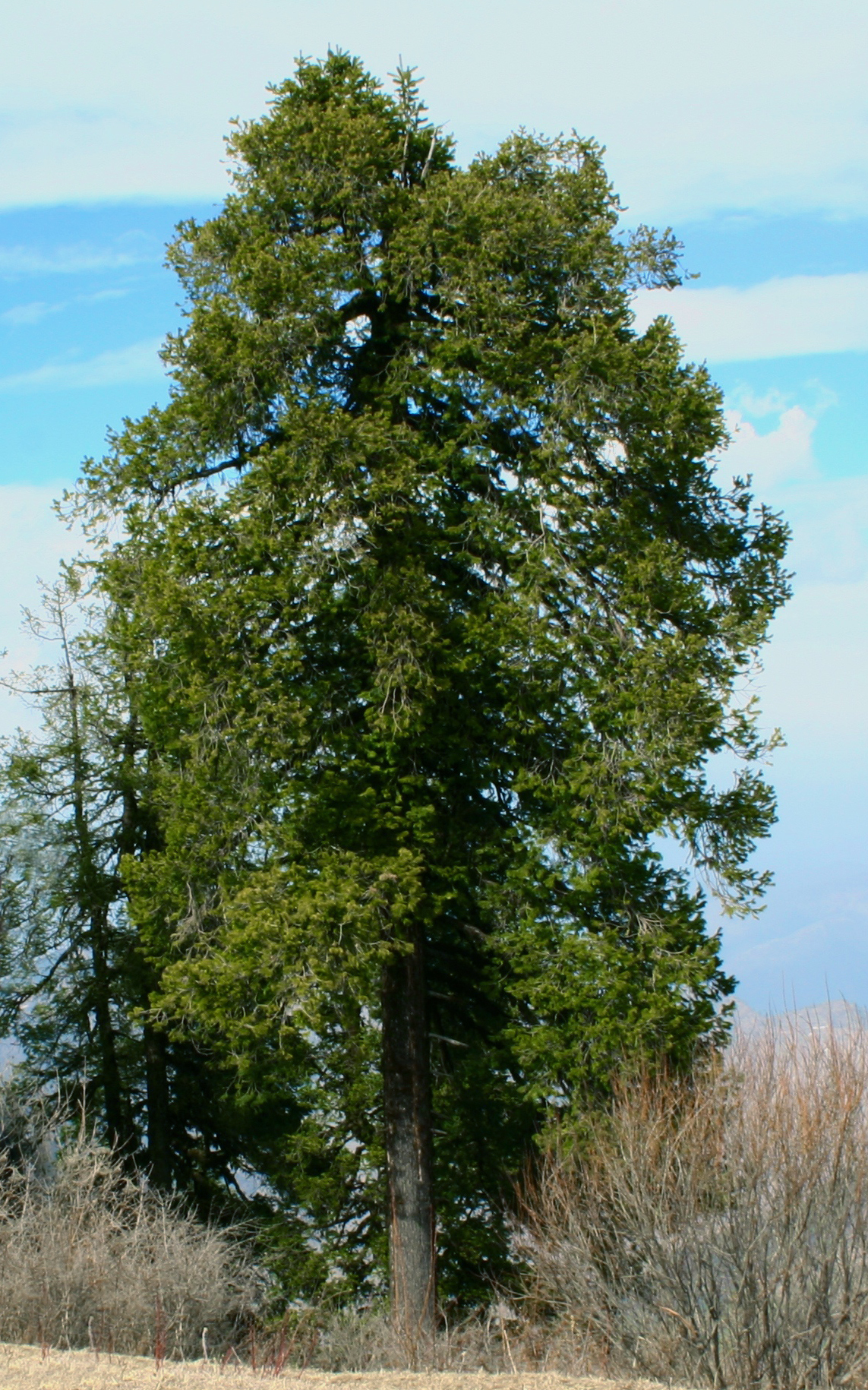
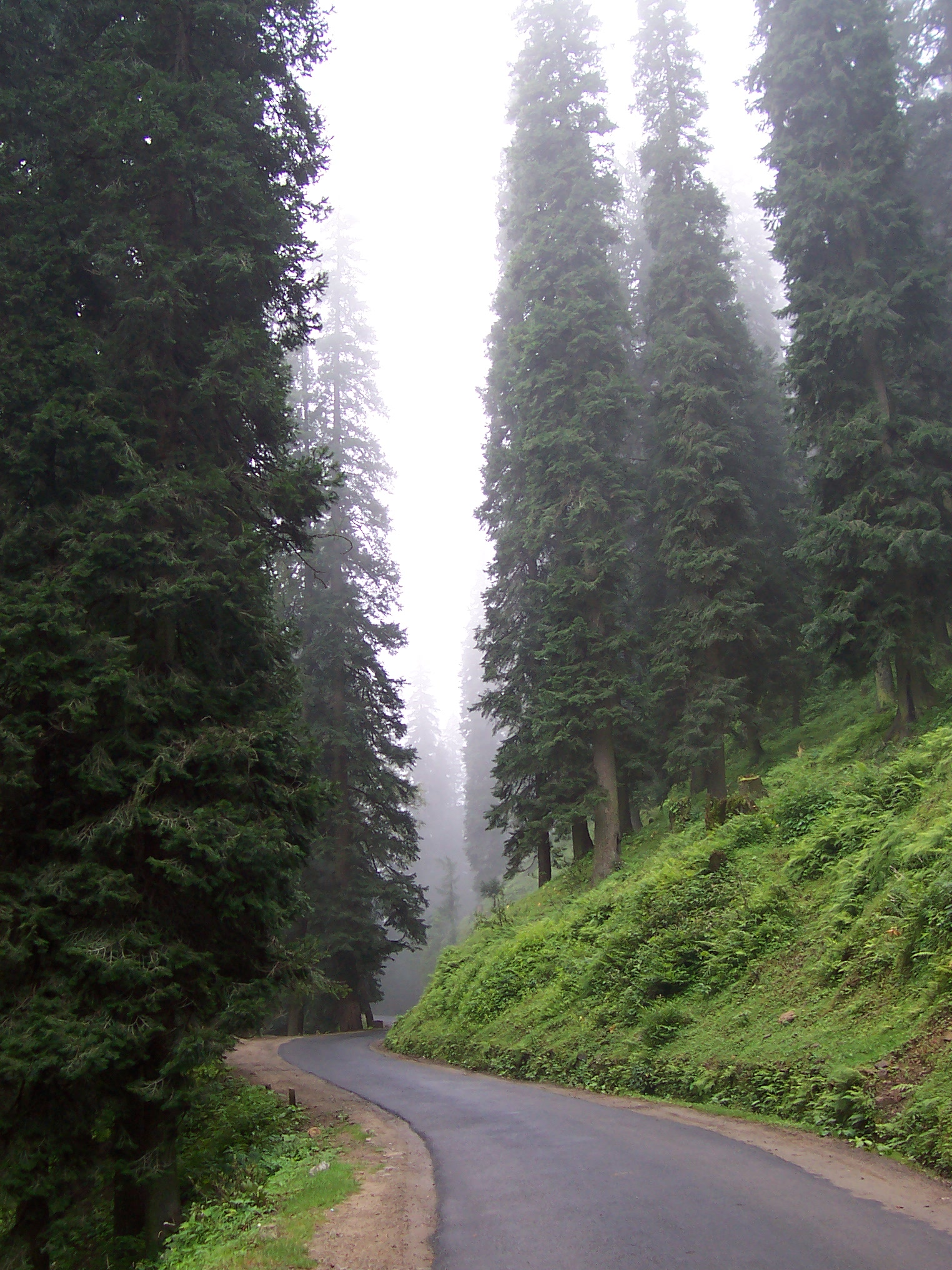
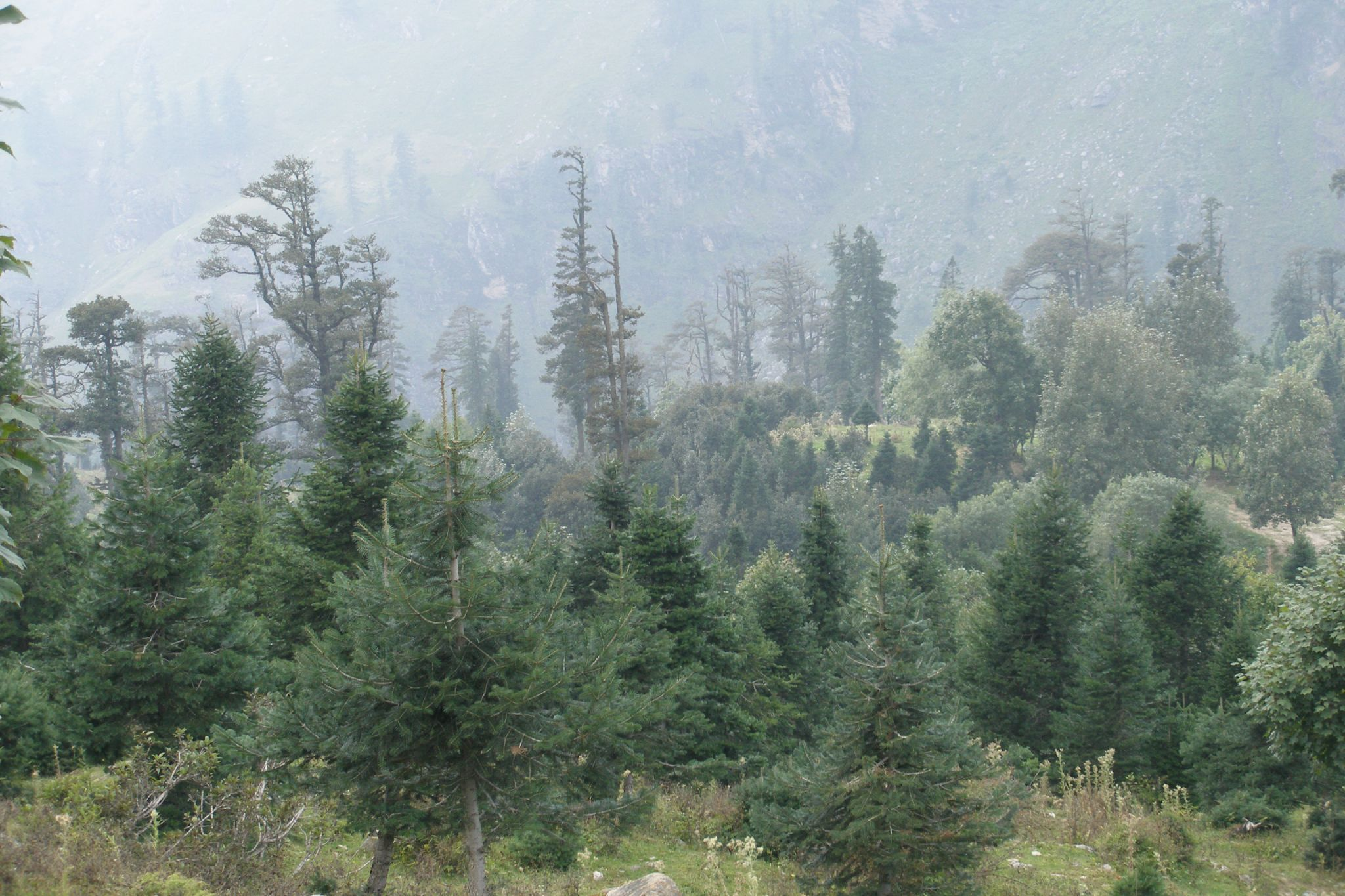
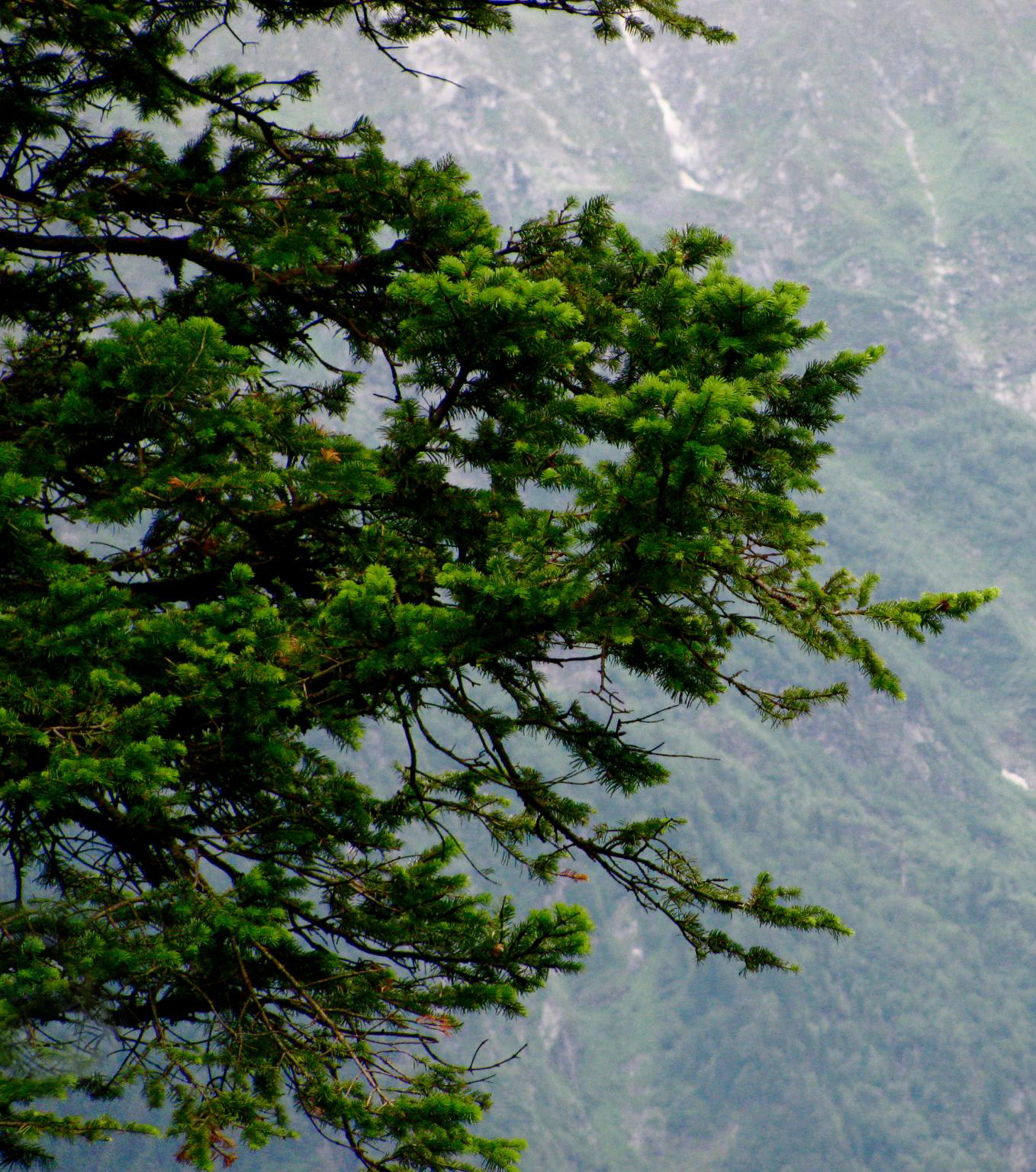
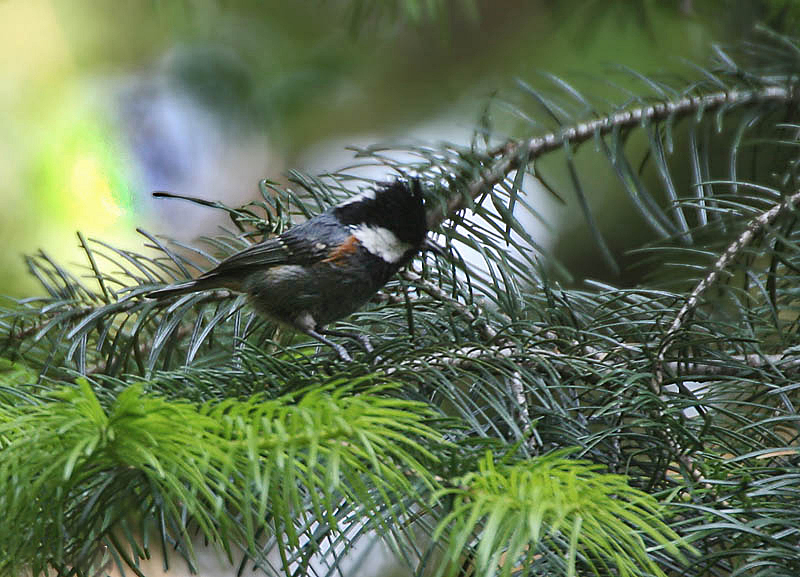
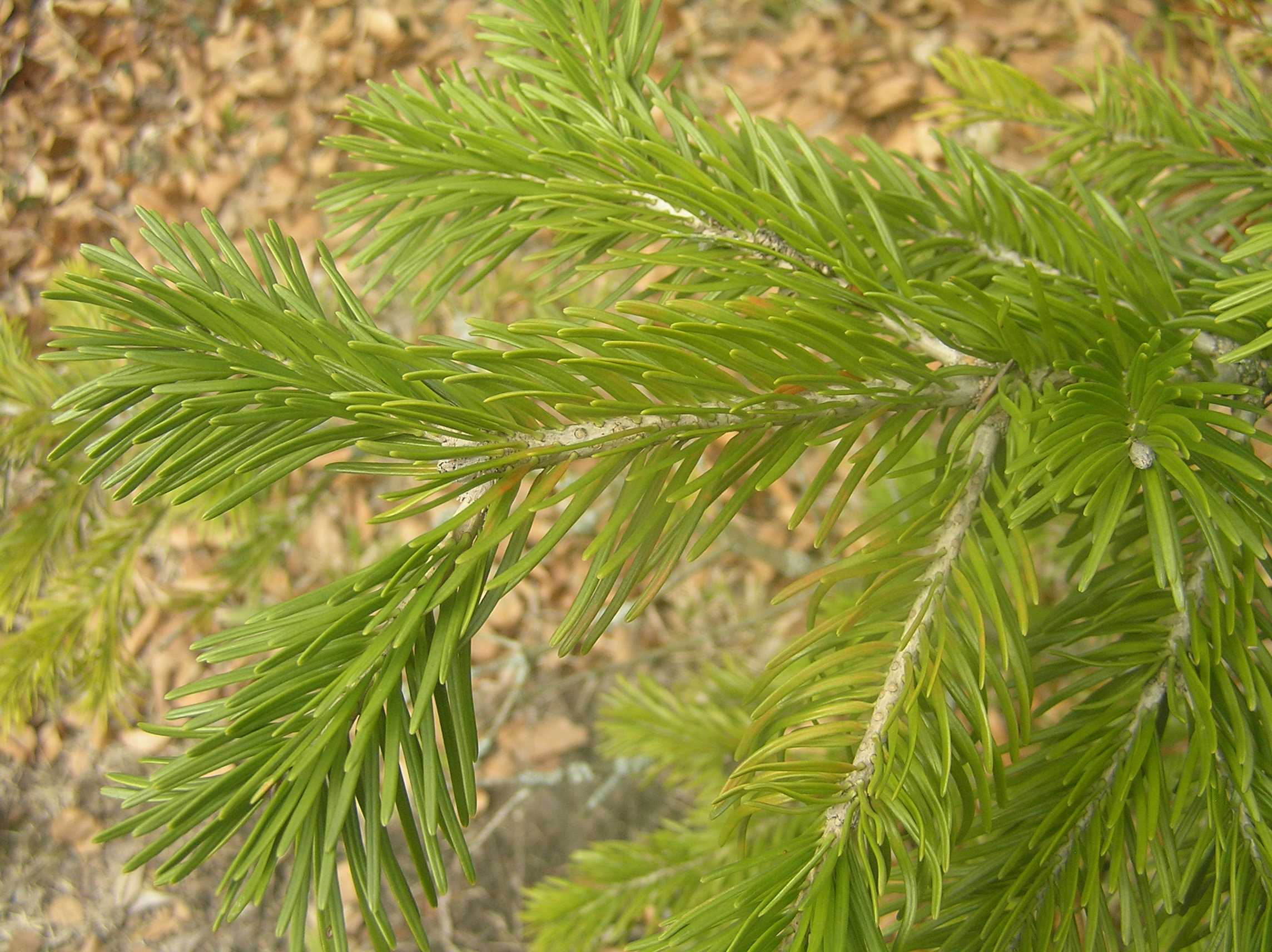